# Monsieur Lazhar
Pour plus de détails, voir Fiche technique et Distribution.
Monsieur Lazhar est un film dramatique québécois écrit et réalisé par Philippe Falardeau et sorti en 2011. Le scénario est une adaptation de la pièce Bashir Lazhar d'Evelyne de la Chenelière.

## Synopsis
À Montréal, Martine Lachance, une enseignante d'une école primaire se donne la mort en se pendant dans sa salle de classe. Bachir Lazhar, un immigrant algérien, est rapidement embauché comme vacataire pour la remplacer alors qu'il nage lui-même en pleine tragédie personnelle. En effet, sa femme, qui était enseignante, a péri à Alger avec sa fille et son fils dans un incendie criminel, causé par les personnes mises en cause dans son dernier livre traitant des lacunes sociales et économiques de l'Algérie actuelle, d’où la phrase éloquente de M. Lazhar : « Rien n'est jamais vraiment normal en Algérie ».
Il apprend à connaître les élèves attachants, malgré le fossé culturel qui apparaît dès la première leçon. Alors que la classe se livre à une thérapie de groupe avec une psychologue et M. Lazhar, entre nostalgie de l'enseignante disparue et culpabilité, personne à l'école n'est au courant du passé douloureux de Bachir, qui peut être expulsé du pays à tout moment alors qu'il cherche à obtenir le statut de réfugié politique.

## Fiche technique
- Titre original : Monsieur Lazhar
- Réalisation : Philippe Falardeau
- Scénario : Philippe Falardeau, adapté de la pièce Bashir Lazhar d'Evelyne de la Chenelière
- Musique : Martin Léon
- Conception artistique : Emmanuel Fréchette
- Décors : Josée Arseneault
- Costumes : Francesca Chamberland
- Maquillage : Kathryn Casault
- Coiffure : Ann-Louise Landry
- Photographie : Ronald Plante
- Son : Pierre Bertrand, Mathieu Beaudin, Sylvain Bellemare, Bernard Gariépy Strobl
- Montage : Stéphane Lafleur
- Production : Luc Déry et Kim McCraw
- Production déléguée : Claude Paiement
- Société de production : micro_scope
- Sociétés de distribution : Christal Films, Les Films Séville, UGC Distribution (France)
- Budget de production : 3,6 millions de dollars[1]
- Pays de production :  Canada
- Langue originale : français
- Format : couleur — 35 mm — 2,35:1 — son Dolby numérique
- Genre : drame
- Durée : 94 minutes
- Dates de sortie :
  - Suisse : 8 août 2011 (première mondiale au Festival international du film de Locarno)
  - Canada : 11 septembre 2011 (première canadienne au Festival international du film de Toronto (TIFF))
  - Belgique : 30 septembre 2011 (Festival international du film francophone de Namur (FIFF))
  - Québec : 28 octobre 2011
  - France : 19 novembre 2011 (Semaine du cinéma du Québec à Paris) ; 5 septembre 2012 (sortie nationale)
  - Luxembourg : 1er mars 2012 (Festival de cinéma de la ville de Luxembourg)

## Distribution
- Mohamed Fellag : Bachir Lazhar
- Sophie Nélisse : Alice L'Écuyer, l'élève préférée
- Émilien Néron : Simon Gagnon, l'élève « photographe » qui se sent coupable
- Danielle Proulx : Mme Vaillancourt, la directrice de l'école
- Brigitte Poupart : Claire Lajoie, une enseignante de l'école
- Louis Champagne : le concierge
- Jules Philip : Gaston, le professeur d'éducation physique
- Francine Ruel : Mme Dumas, une enseignante
- Sophie Sanscartier : Audrée, une enseignante
- Seddik Benslimane : Abdelmalek Merbah, un élève
- Marie-Ève Beauregard : Marie-Frédérique Caron-McCarthy, l'élève « rigide »
- Louis-David Leblanc : Boris
- Vincent Millard : Victor Garrido-Lariviere, l'élève « enrobé »
- André Robitaille : le commissaire
- Daniel Gadouas : Me Gilbert Danis
- Stéphane Demers : le père de Marie-Frédérique
- Evelyne de la Chenelière : la mère d'Alice, pilote de l'air
- Marie Charlebois : la procureure
- Nicole-Sylvie Lagarde : la psychologue
- Judith Baribeau : la professeure d'anglais
- Nathalie Costa : la mère de Marie-Frédérique

## Distinctions

### Récompenses
- Festival international du film de Locarno 2011 : prix du public et prix de la critique décerné par les journalistes du Variety[2].
- Festival international du film de Toronto 2011 : meilleur film canadien[2].
- Festival international du film francophone de Namur 2011 : prix Spécial du Jury et le prix du Public Long métrage Fiction de la Ville de Namur et UniversCiné.be[3].
- Festival du cinéma international en Abitibi-Témiscamingue 2011 : grand prix Hydro-Québec et prix Communications et Société[4].
- Festival international du cinéma francophone en Acadie 2011 : prix La Vague Coup de cœur du public[5].
- 14e soirée des Jutra 2012: Jutra du meilleur film, réalisation, scénario, actrice de soutien, acteur de soutien, son, musique originale. Monsieur Lazhar a gagné sept Jutra.

### Nominations
- 2012 : Nomination à l'Oscar du meilleur film en langue étrangère.

## Autour du film
- Ce film marque la première apparition de Sophie Nélisse au cinéma.

## Restauration
En mai 2023, Téléfilm Canada annonce que le film sera restauré.